# キング・オブ・スタテンアイランド
『キング・オブ・スタテンアイランド』（原題:The King of Staten Island）は2020年に配信されたアメリカ合衆国のドラマ映画。監督はジャド・アパトー、主演はピート・デイヴィッドソンが務めた。本作はデイヴィッドソンの半自伝的映画である。
日本でも劇場公開されず、Netflixにて配信されている。

## ストーリー
舞台はニューヨークのスタテンアイランド。7歳のときに消防士の父親が殉職してからというもの、スコットは自堕落な生活を送っていた。クローン病と発達障害であることもあり、20代も半ばにさしかかったにも拘わらず、スコットは定職に就こうとせず、仲間たちとゲームやマリファナを楽しむ毎日を過ごしていた。その一方、妹のクレアは勉学に励んでおり、ついには大学進学のために実家を離れることになった。
そんなある日、スコットは母親のマギーが消防士（レイ）と交際し始めたことを知った。「何故母さんは消防士を選んだのか。また先立たれるかもしれないのに」と困惑するスコットだったが、ビッグマウス気味のレイとの交流を通して、自分の生きるべき道を見出すことになった。

## キャスト
※括弧内は日本語吹替
- スコット・カーリン: ピート・デイヴィッドソン（関智一）
- マギー・カーリン: マリサ・トメイ（安藤麻吹）
- レイ・ビショップ: ビル・バー（英語版）（岩崎ひろし）
- ケルシー: ベル・パウリー
- クレア・カーリン: モード・アパトー
- パパ: スティーヴ・ブシェミ（多田野曜平）
- ジーナ: パメラ・アドロン
- サヴェージ: ジミー・タトロ（英語版）
- オスカー: リッキー・ヴェレス
- ジョー: ケヴィン・コリガン
- ロックウッド: ドメニク・ランバルドッツィ
- トンプソン: マイク・ヴェッキオーネ
- イゴール: モイセス・アリアス
- タラ: カーリー・アクイリーノ（英語版）
- リッチー: ロウ・ウィルソン
- ジョアンヌ: ポーリーン・シャラメ（英語版）
- ズーツ: デレク・ゲインズ
- タトゥーショップの経営者: コルソン・ベイカー
- リヴェラ: マリオ・ポリット
- 薬局の店主: ロバート・スミゲル
- 犠牲者: アクション・ブロンソン

## 製作
2019年1月29日、ジャド・アパトー監督の新作映画にピート・デヴィッドソンが出演することになったと報じられた。4月、ベル・パウリー、ビル・バー、マリサ・トメイの出演が決まった。5月、パメラ・アドロンとモード・アパトーの起用が発表された。6月、コルソン・ベイカー、ジミー・タトロ、リッキー・ヴェレス、スティーヴ・ブシェミ、モイセス・アリアス、ロウ・ウィルソン、デレク・ゲインズがキャスト入りした。
2020年3月4日、マイケル・アンドリュースが本作で使用される楽曲を手掛けるとの報道があった。6月10日、バック・ロット・ミュージックが本作のサウンドトラックを発売した。

## 公開・マーケティング
当初、本作は2020年3月13日にサウス・バイ・サウスウエストのオープニング作品としてプレミア上映される予定だったが、新型コロナウイルスの流行が拡大したことを受けて、映画祭自体が取りやめとなった。その結果、4月20日のトライベッカ映画祭における上映が本作のプレミア上映になるはずだったが、同様の理由で映画祭が延期となった。新型コロナウイルスの流行が一向に収束しないことを重く見て、配給元のユニバーサル・ピクチャーズは2020年6月19日に予定されていた劇場公開をやめ、同月12日にデジタル配信することにした。
2020年5月8日、本作のオフィシャル・トレイラーが公開された。

## 評価
本作は批評家から好意的に評価されている。映画批評集積サイトのRotten Tomatoesには115件のレビューがあり、批評家支持率は77%、平均点は10点満点で7.06点となっている。サイト側による批評家の見解の要約は「『キング・オブ・スタテンアイランド』の雰囲気にはブレがあり、上映時間が長すぎる。それが原因で、同作が表現したいものが分かりにくくなっている。しかし、それでもなお様々な要素をまとめることができたのは、ピート・デヴィッドソンの入魂の演技のお陰である。」となっている。また、Metacriticには38件のレビューがあり、加重平均値は68/100となっている。